# 9906 Tintoretto
A 9906 Tintoretto (ideiglenes jelöléssel 6523 P-L) a Naprendszer kisbolygóövében található aszteroida. Cornelis Johannes van Houten, Ingrid van Houten-Groeneveld és Tom Gehrels fedezte fel 1960. szeptember 26-án.